# Macrocentrum angustifolium
Macrocentrum angustifolium är en tvåhjärtbladig växtart som beskrevs av Henry Allan Gleason. Macrocentrum angustifolium ingår i släktet Macrocentrum och familjen Melastomataceae. Inga underarter finns listade i Catalogue of Life.